# Republika Zapadna Bosna
Republika Zapadna Bosna (do 1995. Autonomna pokrajina Zapadna Bosna) bila je međunarodno nepriznata marionetska paradržava unutar Bosne i Hercegovine. Postojala je između rujna 1993. i kolovoza 1995. na području sjeverne Cazinske krajine. Glavni grad Republike Zapadne Bosne bila je Velika Kladuša, a njezin predsjednik Fikret Abdić.

## Povijest
U rujnu 1993. Fikret Abdić je proglasio Autonomnu pokrajinu Zapadnu Bosnu, a mjesec dana kasnije, 22. listopada 1993. Republika Srpska je priznala AP Zapadnu Bosnu i proglasila trajni mir. Uskoro je došlo i do sporazuma o trajnom miru i s Hrvatskom. Nakon proglašenja autonomije, Narodna obrana AP ZB dolazi u otvoren sukob s Armijom Republike Bosne i Hercegovine. Između rujna 1993. i kolovoza 1994. Narodna obrana i Armija RBiH sukobljavale su se na području Cazina kojega je Narodna obrana pokušala uzeti od Armije RBiH. Armija RBiH je ušla u Veliku Kladušu 21. kolovoza 1994. Dan prije ulaska Armije RBiH oko 3.000 muslimanskih civila pobjeglo je u Republiku Srpsku Krajinu, da bi kasnije bili usmjereni prema Turnju. Na dan ulaska Armije RBiH u Veliku Kladušu 30.000 muslimanskih civila i 1.500 pripadnika Narodne obrane također bježi iz BiH i bivaju smješteni u Batnozi kod Slunja i Starog Sela kod Topuskog. Odbor za izbjeglice Republike Srpske Krajine, procijenio je da se u RSK nalazi 52.368 muslimanskih izbjeglica iz Cazinske krajine.
Srpska vojska Krajine i Vojska Republike Srpske su u studenome 1994. poduzeli napad prema bihaćkom području, što je prisililo Armiju RBiH na povlačenje iz Velike Kladuše. U istom mjesecu su se u Veliku Kladušu vratili i pripadnici Narodne obrane. Nakon ofenzive prema Bihaću koju su poduzele VRS i NO u srpnju 1995., Abdić je proglasio Republiku Zapadnu Bosnu. U takvom obliku, Republika Zapadna Bosna postojala je svega tjedan dana. U vrijeme operacije Oluja Hrvatske vojske, dobar dio pripadnika Narodne obrane prešao je u Peti korpus Armije RBiH, dok se dio rukovoditelja Republike Zapadne Bosne, uključujući i Abdića, preselio u Zagreb.

## Vanjske poveznice
- Republika Zapadna Bosna: hronologija jedne izdaje  Arhivirana inačica izvorne stranice od 27. kolovoza 2020. (Wayback Machine)